# Melaloncha elviae
Melaloncha elviae är en tvåvingeart som beskrevs av Brown 2004. Melaloncha elviae ingår i släktet Melaloncha och familjen puckelflugor.
Artens utbredningsområde är Bolivia. Inga underarter finns listade i Catalogue of Life.